# Jan Fegter (Handballspieler)
Jan „Fege“ Fegter (* 19. September 1969 in Norden) ist ein ehemaliger deutscher Handballspieler.

## Leben
Für Deutschland hat Fegter von 1994 bis 1996 insgesamt 61 Länderspiele bestritten, in denen er 167/14 Tore erzielte.
Seine Karriere begann Fegter 1987 in der 2. Handball-Bundesliga bei der SG VTB/Altjührden. Danach wechselte er zu Bayer Leverkusen und anschließend in die Handball-Bundesliga zur SG Hameln. Von 1995 bis 2003 spielte Fegter für die SG Flensburg-Handewitt, für die er 317 Spiele absolvierte, in denen er 779 Tore erzielte. Anschließend wechselte er für drei Jahre zum Wilhelmshavener HV. 2006 kehrte er für ein Jahr zu der in der Regionalliga Nordost spielenden zweiten Mannschaft der SG Flensburg-Handewitt zurück.
Früher lief er meist auf den Rückraumpositionen Mitte und Links auf. Zuletzt spielte er im rechten Rückraum.

## Erfolge
- 4. Platz bei der WM 1995 (9 Spiele, 24 Tore)
- 8. Platz bei der EM 1996 (3 Spiele, 5 Tore)
- 7. Platz bei den Olympischen Spielen 1996 (5 Spiele, 14 Tore)
- EHF-Pokal-Sieger 1997
- EHF-Pokal-Finalist 1996, 1998 und 2000
- City-Cup 1999
- Europapokal der Pokalsieger 2001
- DHB-Pokal-Sieger 2003
- DHB-Pokal-Finalist 2000
- Supercup-Sieger 2000
- Deutscher Vize-Meister 1996, 1997, 1999, 2000 und 2003

## Privates
Fegter ist verheiratet mit Imke und von Beruf Rechtsanwalt und Notar in Flensburg bei Hoeck Schlüter Vaagt.